# Герцог Коимбра

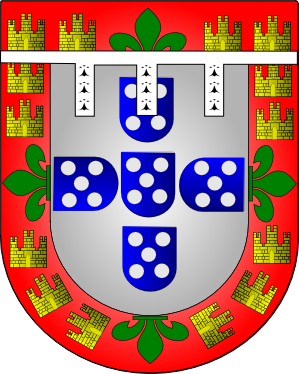
Герб инфанта Педру, 1-го герцога Коимбра

Герцог Коимбра (порт. Duque de Coimbra) — аристократический титул королевства Португалия. Впервые создан в 1415 году и наряду с титулом герцога Визеу является старейшим португальским герцогским титулом.

## История титула
Титул создан в 1415 году королём Жуаном I для его второго сына, Педру, в награду за участие во взятии Сеуты (одновременно третьему сыну короля, Энрике, был пожалован титул герцога Визеу). Сыновья инфанта Педру не унаследовали титул. Во второй раз титул был создан почти столетие спустя, в 1509 году: король Мануэл I, исполняя последнюю волю своего предшественника, Жуана II, пожаловал титул герцога Коимбра его внебрачному сыну Жорже Ланкастерскому. При этом Жорже не получил права передачи титула по наследству, и после его смерти титул угас. Третья креация титула произошла только в 1847 году: титул получил при рождении инфант Август, младший сын королевы Марии II и короля Фернанду II. Август не имел потомства и титул вновь угас.
В 1949 году глава Дома Браганса Дуарте Нуно пожаловал титул герцога Коимбра своему третьему сыну Энрике. В 2017 году со смертью бездетного Энрике титул вновь угас.

## Список герцогов Коимбра
- инфант Педру (1392—1449), герцог Коимбра с 1415
- Жорже Ланкастерский (1481—1550), герцог Коимбра с 1509
- инфант Август (1847—1889), герцог Коимбра с  1847

После свержения монархии
- инфант Энрике (1949—2017), герцог Коимбра с 1949